# Leyla McCalla
Leyla Sarah McCalla (Nueva York, 3 de octubre de 1985) es una chelista y profesional de la música clásica y folk estadounidense. Fue integrante de la banda de cuerdas Carolina Chocolate Drops ganadora del Grammy pero en 2013 empezó su carrera de solista.

## Antecedentes
Los dos padres de McCalla nacieron en Haití. Su padre Jocelyn McCalla fue el director ejecutivo de la Coalición Nacional por los Derechos de Haití con sede en Nueva York de 1988 a 2006 y se le acredita como traductor en su álbum Vari-Colored Songs. Su madre, Régine Dupuy, llegó a los Estados Unidos a los 5 años y es hija de Ben Dupuy, quien dirigió Haïti Progrès, un periódico socialista haitiano con sede en Nueva York. La madre de McCalla fundó Dwa Fanm, una organización de derechos humanos contra la violencia doméstica.
McCalla nació en la ciudad de Nueva York y creció en Nueva Jersey, donde asistió a Columbia High School. Vivió también en Acra (Ghana) durante dos años cuando era adolescente. Después de un año en el Smith College, se transfirió a la Universidad de Nueva York para estudiar violonchelo y música de cámara. En 2010 se mudó a Nueva Orleans donde perfeccionó su oficio tocando música en las calles del Barrio Francés. Además de violonchelo, también toca el banjo y la guitarra .

## Carrera
De 2011 a 2013, McCalla fue miembro de Carolina Chocolate Drops. A partir de 2019 es miembro de Nuestras hijas nativas . 
A partir de 2017, McCalla estaba de gira con su trío con sede en Nueva Orleans, que también incluía a su esposo quebequense Daniel Tremblay en guitarra, banjo y triángulo de hierro (ti fer); y Free Feral en voz y guitarra.
Desde 2019 hasta 2020, McCalla ha estado de gira con su Leyla McCalla Quartet, que también incluye a los músicos de Nueva Orleans Dave Hammer (guitarra eléctrica), Shawn Myers (batería / percusión) y Pete Olynciw (bajo eléctrico y acústico).

## Primer álbum
El aclamado álbum de McCalla, Vari-Colored Songs, es un homenaje a Langston Hughes que incluye adaptaciones de sus poemas, canciones populares haitianas cantadas en criollo haitiano y composiciones originales. McCalla dice que la primera canción que escribió para el álbum fue Heart of Gold porque le dio «una ventana al pensamiento de Hughes». McCalla decidió dedicar este trabajo a Hughes porque dice que "leer su trabajo me hizo querer ser artista".McCalla comenzó a trabajar en el álbum 5 años antes de su lanzamiento. Los comentaristas han notado la influencia de las tradiciones musicales de Luisiana, así como las viejas melodías de violín cajún y el banjo de jazz tradicional en el álbum. Los miembros de Carolina Chocolate Drops aparecen en el álbum. El álbum se financió al menos en parte a través de una campaña de micromecenazgo en Kickstarter que superó su objetivo de 5000 dólares para recaudar 20.000.

## Vida personal
Desde de 2019, McCalla está casada con su compañero músico y electricista, Daniel Tremblay .Viven en el área de Nueva Orleans y tienen tres hijos.

## Discografía
- Vari-Colored Songs [Canciones de varios colores: un tributo a Langston Hughes][16] (4 de febrero de 2014, Music Maker[5])
- A Day for the Hunter, A Day for the Prey [Un día para el cazador, Un día para la presa](20 de mayo de 2016, Jazz Village / Harmonia Mundi )
- Capitalist Blues (25 de enero de 2019, Jazz Village / PIAS )